# Nya Varvets församling
Nya varvets församling var en församling i Göteborgs stift i nuvarande Göteborgs kommun. Församlingen uppgick 1931 i Göteborgs Karl Johans församling.

## Administrativ historik
Församlingen bildades 18 juli 1827 genom en utbrytning ur Förenade Kustförsamlingen (Karl Johans församling). Församlingen blev territoriell 5 maj 1876. 1931 återgick församlingen i Göteborgs Karl Johans församling.